# Paul Merzbach
Paul Merzbach (* 27. November 1888 in Wien, Österreich-Ungarn; † September 1943 in London, Vereinigtes Königreich) war ein österreichischer Dramaturg, Theaterregisseur, Drehbuchautor, Filmregisseur und Schnittmeister.

## Leben
Paul Merzbach studierte in Wien und Berlin und schloss mit der Promotion ab. Er arbeitete ab 1911 am Wiener Neuen Volkstheater als Dramaturg und Bühnenregisseur. Später war er auch am Stadttheater von Wiener Neustadt tätig.
Seit 1921 Drehbuchautor, erhielt er ab 1924 auch gelegentlich Regieaufträge. Den Höhepunkt seiner Laufbahn erreichte Merzbach in Schweden, wo er von 1926 bis 1932 lebte. Mit Glücksmelodie (Säg det i toner) war er 1929 als Autor an dem ersten schwedischen Tonfilm beteiligt. Wiederholt inszenierte Gustaf Molander seine Stoffe, gelegentlich führte Merzbach auch selbst Regie, darunter bei den beiden ersten Filmen mit Zarah Leander.
1932 kehrte er nach Deutschland zurück, emigrierte jedoch 1933 kurz nach der Machtergreifung der Nationalsozialisten. Er lebte nun in Großbritannien, wo er als Regisseur und Drehbuchautor noch an mehreren Filmen beteiligt war.

## Filmografie (Auswahl)
Als Drehbuchautor, wenn nicht anders angegeben
- 1921: Die Spur im Dunkeln
- 1921: Das Haus in der Dragonerstraße
- 1921: Die Abenteuer eines Ermordeten (zwei Teile)
- 1921: Die goldene Pest
- 1922: Dr. Gyllenborgs doppeltes Gesicht
- 1922: Lola Montez, die Tänzerin des Königs
- 1923: Die Frau mit den Millionen
- 1923: Scheine des Todes
- 1924: Die große Unbekannte
- 1924: Der Klabautermann (nur Regie)
- 1925: Briefe, die ihn nicht erreichten
- 1925: Das Geheimnis der alten Mamsell (auch Regie)
- 1925: Der Bankkrach Unter den Linden (auch Regie)
- 1926: Nur eine Tänzerin
- 1926: Die sieben Töchter der Frau Gyurkovics
- 1927: Die Lady ohne Schleier (Hans engelska fru)
- 1927: Versiegelte Lippen (Förseglade läppar)
- 1928: Dr. Monnier und die Frauen (Parisiskor)
- 1928: Majestät schneidet Bubiköpfe
- 1928: Rausch (Synd)
- 1929: Die Verführerin (Hjärtats triumf)
- 1929: Glücksmelodie (Säg det i toner)
- 1930: För hennes skull (auch Regie und Schnitt)
- 1930: Mach’ mir die Welt zum Paradies (auch Regie)
- 1930: Väter und Söhne / Das Geheimnis der Ehe
- 1931: Vater und Sohn (Markurells i Wadköping)
- 1931: Dantes mysterier (auch Regie)
- 1931: Falska millionären (auch Regie und Schnitt)
- 1932: Svärmor kommer (Regie und Schnitt)
- 1932: Das Geheimnis um Johann Orth
- 1934: Love at Second Sight (Regie)
- 1935: Mimi – Der Roman einer großen Liebe (Mimi)
- 1935: Invitation to the Waltz (auch Regie)
- 1935: A Star Fell from Heaven (Regie)
- 1940: Gentleman of Venture / It Happened to One Man
- 1941: Der Hutmacher und sein Schloß (Hatter’s Castle)